# Oxalis sarmentosa
Oxalis sarmentosa är en harsyreväxtart som beskrevs av Joseph Gerhard Zuccarini. Oxalis sarmentosa ingår i släktet oxalisar, och familjen harsyreväxter. Inga underarter finns listade i Catalogue of Life.